# Fidaxomicina
La fidaxomicina (nomi commerciali Dificid, Dificlir, precedentemente OPT-80 e PAR-101) è il primo di una nuova classe di antibiotici macrociclici a spettro ristretto. La molecola è prodotta dal metabolismo fermentativo di un attinomiceto Dactylosporangium aurantiacum subspecies hamdenesis.

## Caratteristiche
La fidaxomicina presenta una ridotta biodisponibilità orale (cioè poco farmaco passa nel circolo sistemico se somministriamo la fidaxomicina oralmente ) ; ha attività battericida selettiva per il patogeno Clostridium difficile (che può dare colite pseudomembranosa), mentre altera solo minimamente l'equilibrio delle altre numerose specie di batteri che costituiscono la normale flora intestinale (il mantenimento delle normali condizioni fisiologiche del colon riduce infatti la probabilità di ricorrenza dell'infezione da Clostridium difficile. ) ; queste 2 caratteristiche ( bassa biodisponibilità orale e elevata selettività nei confronti di Clostridium difficile ) lo rendono un ottimo farmaco per il trattamento delle infezioni da Clostridium difficile.
La fidaxomicina è commercializzata in compresse da 200 mg, da somministrare ogni 12 ore per una durata raccomandata di 10 giorni. La durata totale della terapia è determinata in base allo stato clinico del paziente. Ad oggi è uno degli antibiotici più costosi approvati per l'utilizzo, rimborsabile in Italia come farmaco di fascia H con un prezzo al pubblico pari a 2.756,17 €.

## Meccanismo di azione
La fidaxomicina inibisce la subunità sigma della RNA polimerasi, inibendo la sintesi proteica e provocando la morte del batterio. Il farmaco ha un assorbimento sistemico ridotto e uno spettro di attività ristretto: è attivo contro i batteri Gram positivi, in particolare i Clostridi. Il range di concentrazione minima inibente per C. difficile è di 0,03-0,25 µg/mL.

## Trials clinici
L'azione della fidaxomicina è stata confrontata con quella della vancomicina, un altro antibiotico utilizzato in caso di infezione da C. difficile in due studi che si sono basati complessivamente su 1 147 pazienti adulti affetti da infezione da C. difficile in vari stadi di gravità, valutando l'efficacia del farmaco in base al numero di pazienti guariti 10 giorni dopo l'inizio del trattamento.